# Wurlitzer Electric Piano
| Wurlitzer Electric Piano                                           |
| ------------------------------------------------------------------ |
|                                                                    |
| Klassifikation                                                     |
| Gegenschlagidiophon (Elektrophon) Tasteninstrument                 |
| Verwandte Instrumente                                              |
| Fender Rhodes, Hohner Pianet, Hohner Clavinet, Yamaha CP-70/ CP-80 |
| Musiker                                                            |
| Kategorie:Keyboarder                                               |

Das Wurlitzer Electric Piano ist ein zwischen 1955 und 1982 von der Rudolph Wurlitzer Company hergestelltes und von Benjamin Meissner erfundenes elektromechanisches Tasteninstrument. Die am meisten vertretene Variante, das Wurlitzer 200A, kam vor allem in den 1970er Jahren viel in Jazz, Funk, Country und Soulmusik zum Einsatz. Das Wurlitzer-Piano kommt seither immer wieder in verschiedenen Musikrichtungen zum Einsatz, später immer mehr in Sample-Form. Der Klang unterscheidet sich stark von dem Klang des Fender Rhodes und variiert zwischen bei aggressivem Spiel vergleichsweise hartem, hohlem, durchsetzungsfähigem und bei ruhigem Spiel süßlichem, vibraphonartigem, warmem Klang.

## Instrument
Das Wurlitzer-Piano ist ein Tasteninstrument mit 64 Tasten. Der Tonumfang entspricht einem 88-Tasten-Flügel ohne die obere und untere Oktave. Der typische Klang wird durch das Anschlagen einer Metallzunge (Reed) mit einem befilzten Hammerkopf erzeugt. Im Gegensatz zum Fender Rhodes, das nur eine Prellmechanik besitzt, ist im Wurlitzer ein flügelähnliches System verbaut, das auch eine Auslösung vorweist. Der Ton wird über Kondensatorplatten abgenommen, die ein elektrisches Feld bilden. Außerdem verfügt das Wurlitzer über ein mechanisches Sustain, dessen Pedal über einen Bowdenzug funktioniert. Einige Modelle sind außerdem mit einem Tremolo ausgestattet, das nur in der Intensität, nicht aber in der Geschwindigkeit regelbar ist.

## Geschichte
Der Erfinder Benjamin Meissner hatte ein gewöhnliches, verstärktes Klavier in den 1930ern entwickelt. Wurlitzer verwendete die zur Verstärkung benutzten elektrostatischen Tonabnehmer, ersetzte jedoch die Saiten durch Metallzungen.

## Modelle
Die meisten Wurlitzer Electric Pianos sind transportabel und besitzen abnehmbare Beine; es wurden allerdings auch Konsolenmodelle verkauft, die einen leistungsstärkeren Verstärker hatten, auf dem sie auch standen (vergleichbar mit dem Fender Rhodes Suitcase). Diese „Console“ und „Spinett“ genannten Modelle hatten ein im Gegensatz zur portablen Version fest verbautes Sustain-Pedal.

### Portable-Serie

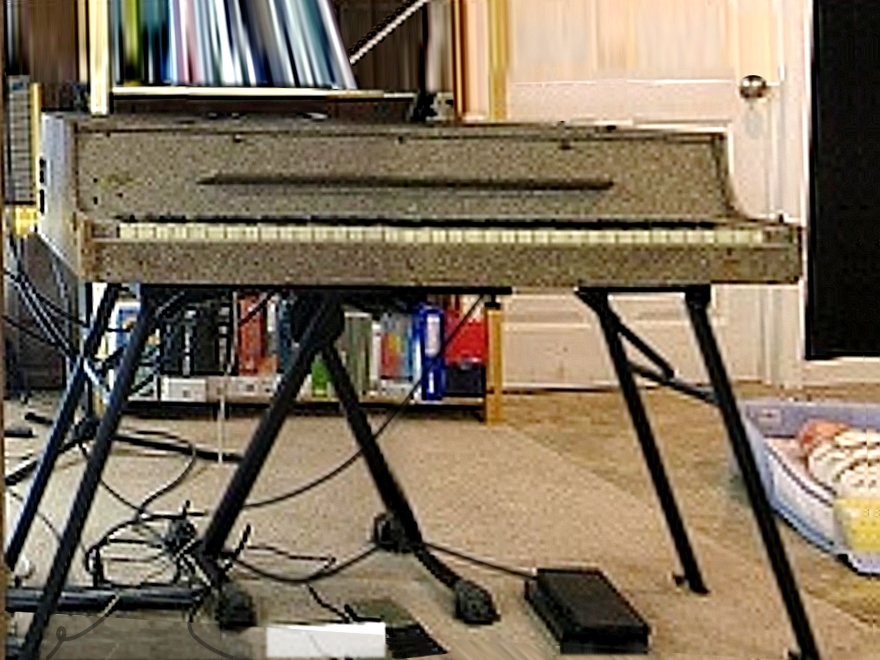
Ein Wurlitzer 112 (1955)

Die ersten Modelle waren aus der 100-Serie, sie hatten ein Gehäuse aus farbiger Faserplatte oder Holz, und einen einzelnen Lautsprecher im Gehäuse. Alle Pianos außer den allerersten Modellen besitzen einen Tremolo-Effekt, bei dem die Geschwindigkeit festgelegt war und die Intensität geregelt werden konnte. Bis in die frühen 1960er besaßen alle Modelle eine Röhrenverstärkung; das 140B war das erste Modell mit Transistorverstärker. Das nächste Modell (145) wurde 1969 durch das Modell Wurlitzer 200 ersetzt, das eine Kunststoffabdeckung besaß. Dieses Modell war wesentlich leichter und besaß zwei Lautsprecher, die auf den Spieler gerichtet waren. Das Modell war wahlweise in schwarz, waldgrün, rot oder beige erhältlich. Das Modell 200A hingegen war stets nur in schwarz erhältlich. Alle Modelle außer dem sehr seltenen, batteriebetriebenen Modell 200B hatten mindestens einen (frühe Modelle), meist aber zwei Lautsprecher.

### Console-Serie

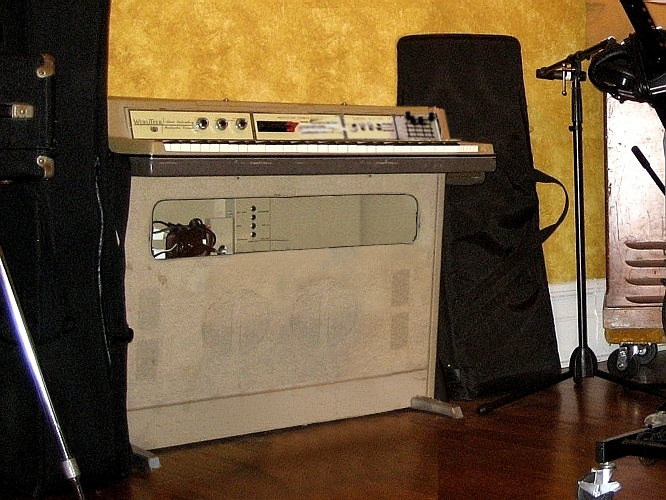
Ein Wurlitzer 207 Lehrerkonsole

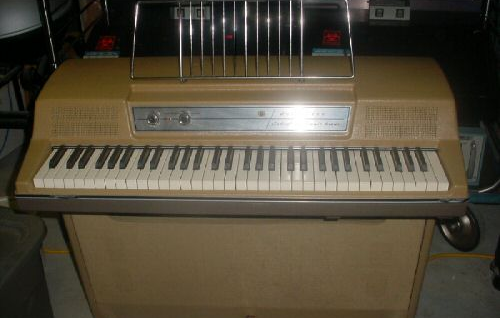
Ein Wurlitzer 200 Console mit Tremolo

Eine wichtige Rolle für das Wurlitzer-Piano war die eines Übungsinstrumentes in Schulen und Universitäten. Für diesen Zweck waren die praktisch unbeweglichen Konsolen-Modelle gedacht. Diese normalerweise beigen oder hellgrünen 200er-Modelle besitzen einen Lautsprecher, einen Ausgang für einen Kopfhörer und ein Sustainpedal; manche dieser Modelle haben keinen Tremolo-Effekt. In Europa war noch ein 300er-Modell auf dem Markt, das als Wohnzimmerinstrument gedacht war. Viele alte Konsolenmodelle werden neuerdings einfach umgebaut, um als portable Version genutzt zu werden. Außerdem gab es noch das heute seltene Lehrermodell, mit dem man die einzelnen Schülermodelle abhören oder stummschalten kann.

### Spinett-Serie
Seit Produktionsbeginn wurden auch eine geringe Anzahl von Spinettmodellen gebaut. Diese für den Heimgebrauch gedachten Modelle besitzen ähnlich wie ein Klavier eine Holzverkleidung, ein Dämpfungspedal (was in Wirklichkeit einfach elektronisch das Signal leiser machte) und ein Sustain-Pedal. Ansonsten waren diese Modelle mit den gewöhnlichen Portable-Pianos identisch.

### Butterfly-Baby-Grand-Serie

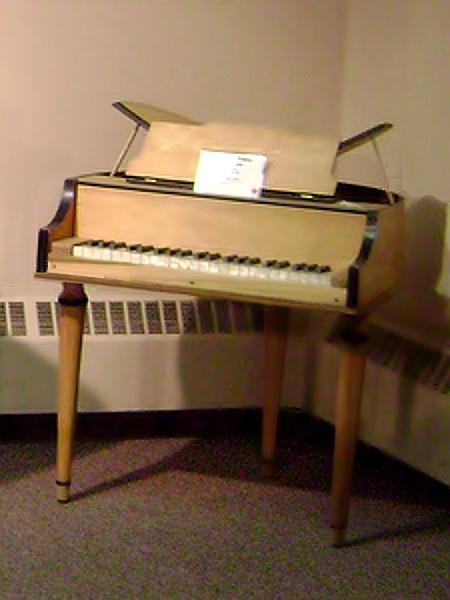
Ein Wurlitzer Student-butterfly (1930er).
Seine Form ähnelt der des Butterfly-Baby-Grand (1980), aber das Baby-Grand hat internen Lautsprecher.

Das Modell 200 hatte ein einzigartiges Haus-Modell als Zwillingsschwester, das „Butterfly Baby Grand“, ein halbrundes Piano in einem Holzgehäuse mit zwei würfelförmigen Lautsprechern.

### 106P

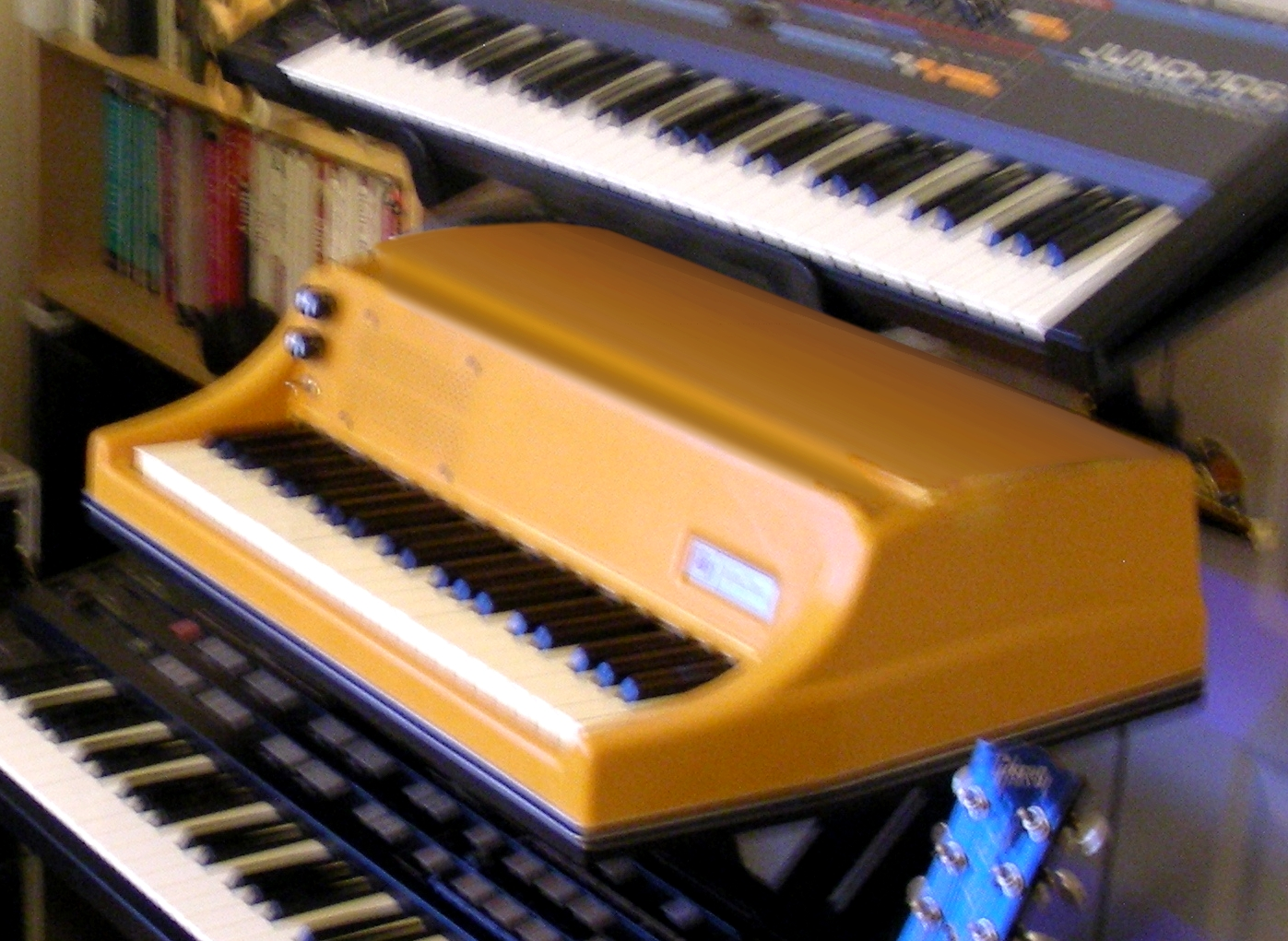
Ein Wurlitzer 106 (Knöpfe sind später hinzugefügt worden).

Dieses besonders seltene Modell ist die einzige bekannte Version, die anstatt 64 nur 44 Tasten besitzt. Das Modell war für den Klassenraum gedacht, hatte ein Plastikgehäuse, keine Knöpfe zur Einstellung, nur einen Lautsprecher und kein Sustain-Pedal. Das Piano war nur als Satz von acht Pianos erhältlich, um gleich ganze Klassen damit auszustatten. Es kommt aus den frühen 1960ern und war in orange und beige erhältlich.

## Hörbeispiele
Musikstücke mit Wurlitzer-Einsatz:
- Tom Petty & the Heartbreakers – „Breakdown“
- Red Hot Chili Peppers – „Tear“
- Ray Charles – „What’d I Say“
- Cannonball Adderley – „Mercy, Mercy, Mercy“
- Three Dog Night – „Mama Told Me Not to Come“
- The Small Faces – „Lazy Sunday“
- Donny Hathaway – „What’s Going On“
- Joni Mitchell – „Woodstock“
- Carpenters – „Top of the World“
- Supertramp – „The Logical Song“, „Dreamer“, „Goodbye Stranger“, „Child of Vision“, „Bloody Well Right“ (intro)
- Sun Ra (1956, der erste Song mit einem Wurlitzer) – „India“, „Dreams Come True“
- Jamiroquai – „Black Capricorn Day“
- Queen – „You’re My Best Friend“
- Marvin Gaye – „I Heard It Through the Grapevine“
- Pink Floyd – „Money“
- Sheryl Crow – „The Book“, „My Favorite Mistake“ (Wurlitzer-Version auf der Single)
- Beck – „Where It’s At“
- Steely Dan – „Do It Again“
- Joanna Newsom – „Peach, Plum, Pear“ (Version auf „Walnut Whales“)
- Van Halen – „And The Cradle Will Rock“ (über Eddie Van Halens Gitarrenequipment aufgenommen)

### Verwandte Instrumente
- Im engeren Sinne (E-Piano): Fender Rhodes, Hohner Pianet, Hohner Clavinet, Yamaha CP-70/ CP-80
- Im weiteren Sinne (Tasteninstrumente): Klavier, Hammond-Orgel, Synthesizer